# スタディオ・アントニオ・ビアンコ
スタディオ・アントニオ・ビアンコ（Stadio Antonio Bianco）は、イタリア、プーリア州、レッチェ県のガッリーポリにある多目的スタジアム。現在は、主にサッカー (フットボール)の試合で使用されておりガッリーポリ・カルチョのホームスタジアムとなっている。2009-10シーズンは、このスタジアムの他にスタディオ・ヴィア・デル・マーレも使用していた。収容人数5,000。

## スタンド
- Posti Tribuna Centrale: 1,193
- Posti Curva Sud: 997
- Posti Tribuna Est Ospiti: 949
- Posti Distinti Prato: 880
- Posti Curva Nord: 302
- Disabili: 22